# Noiembrie 1986
Acest articol este generat integral pe baza informațiilor din articolul 1986 și este actualizat periodic de un robot.
 Editările făcute în articol vor fi șterse la următoarea actualizare! Dacă doriți să faceți modificări, editați articolul-sursă.

ianuarie -
februarie -
martie -
aprilie -
mai -
iunie -
iulie -
august -
septembrie -
octombrie -
noiembrie -
decembrie
Noiembrie 1986 a fost a unsprezecea lună a anului și a început într-o zi de sâmbătă.

## Evenimente
- 23 noiembrie: În România a avut loc Referendumul pentru reducerea efectivelor forțelor armate și tăierea cheltuielilor militare cu 5%.
- 25 noiembrie: A izbucnit scandalul afacerii Iran-Contra, prin care oficialii americani îi sponsorizau în secret pe rebelii din Nicaragua, cu banii obținuți de pe urma vânzării de armament în Iran.

## Nașteri
- 2 noiembrie: Pablo Armero, fotbalist columbian
- 3 noiembrie: Mihai Lazăr, jucător de rugby în XV profesionist român
- 4 noiembrie: Kristin Cast, scriitoare americană
- 5 noiembrie: BoA (Kwon Boa), cântăreață sud-coreeană
- 5 noiembrie: Kasper Schmeichel, fotbalist danez
- 5 noiembrie: Nodiko Tatișvili, cântăreț georgian
- 5 noiembrie: BoA, cântăreață sud-coreeană
- 6 noiembrie: Adrian Mierzejewski, fotbalist polonez
- 7 noiembrie: Jérémy Cadot, scrimer francez
- 7 noiembrie: Olimpia Melinte, actriță română
- 8 noiembrie: Diogo Ramos, fotbalist portughez
- 9 noiembrie: Guilherme de Paula Lucrécio, fotbalist brazilian
- 9 noiembrie: Mihai Pintilii, fotbalist român
- 9 noiembrie: Hovi Star, cântăreț israelian
- 10 noiembrie: Stanislav Namașco, fotbalist din R. Moldova
- 12 noiembrie: Ignazio Abate, fotbalist italian
- 14 noiembrie: Kalisto (Emanuel Alejandro Rodriguez), wrestler mexicano-american
- 14 noiembrie: Sainkhuu Yura, fotbalist mongol
- 15 noiembrie: Sania Mirza, jucătoare indiană de tenis
- 16 noiembrie: Saeko, actriță japoneză
- 17 noiembrie: Nani (Luís Carlos Almeida da Cunha), fotbalist portughez
- 17 noiembrie: Nani, fotbalist portughez
- 18 noiembrie: Davidas Arlauskis, fotbalist lituanian
- 19 noiembrie: Lilia Ojovan, prezentatoare TV din Republica Moldova
- 20 noiembrie: Oliver Sykes, muzician britanic
- 22 noiembrie: Oscar Pistorius, atlet sud-african
- 22 noiembrie: Sebastian-Ilie Suciu, politician român
- 23 noiembrie: Cristian Sârghi, fotbalist român
- 24 noiembrie: Souleymane Keita, fotbalist malian
- 24 noiembrie: Subrata Pal, fotbalist indian
- 24 noiembrie: Danilo Silva (Danilo Aparecido da Silva), fotbalist brazilian
- 24 noiembrie: Danilo Silva, fotbalist brazilian
- 25 noiembrie: Katie Cassidy (Katherine Evelyn Anita Cassidy), actriță americană
- 28 noiembrie: Magdalena Piekarska, scrimeră poloneză
- 28 noiembrie: Johnny Simmons (Johnny James Simmons), actor american
- 30 noiembrie: Boggie (Csemer Boglárka), cântăreață maghiară